# Robert Zemeckis
Robert Lee Zemeckis (ur. 14 maja 1952 w Chicago) – amerykański reżyser i pisarz.
Laureat Oscara za najlepszą reżyserię za film Forrest Gump (1994) i nagrody Saturn dla najlepszego reżysera za film Kto wrobił królika Rogera? (1988). Wyreżyserował również m.in. trylogię Powrót do przyszłości i czarną komedię Ze śmiercią jej do twarzy (1992).

## Życiorys
Syn Alphonse’a Zemeckisa, emigranta z Litwy, i Rose (z domu Nespeca), Amerykanki pochodzenia włoskiego. Studiował na Uniwersytecie Południowej Kalifornii.
Zajmuje się produkcją filmów animowanych w studiu ImageMovers Digital. Często pracuje z kompozytorem Alanem Silvestri i scenarzystą Bobem Galem.

## Filmografia

### Reżyser
- 1972: The Lift
- 1973: A Field of Honor
- 1978: Chcę trzymać cię za rękę (I Wanna Hold Your Hand)
- 1980: Używane samochody (Used Cars)
- 1984: Miłość, szmaragd i krokodyl (Romancing the Stone)
- 1985: Powrót do przyszłości (Back to the Future)
- 1988: Kto wrobił królika Rogera? (Who Framed Roger Rabbit)
- 1989: Powrót do przyszłości II (Back to the Future II)
- 1990: Powrót do przyszłości III (Back to the Future III)
- 1992: Ze śmiercią jej do twarzy (Death Becomes Her)
- 1994: Forrest Gump (Forrest Gump)
- 1997: Kontakt (Contact)
- 2000: Co kryje prawda (What Lies Beneath)
- 2000: Cast Away: Poza światem (Cast Away)
- 2004: Ekspres polarny (The Polar Express)
- 2007: Beowulf
- 2009: Opowieść wigilijna (A Christmas Carol)
- 2012: Lot (Flight)
- 2015: The Walk. Sięgając chmur (The Walk)
- 2016: Sprzymierzeni (Allied)
- 2018: Witajcie w Marwen(inne języki) (Welcome to Marwen)
- 2020: Wiedźmy(inne języki) (The Witches)

## Nagrody
- Nagroda Akademii Filmowej 1994: Najlepszy reżyser za Forrest Gump
- Złoty Glob 1994: Najlepszy reżyser za Forrest Gump